# Pseuderanthemum praecox
Pseuderanthemum praecox là một loài thực vật có hoa trong họ Ô rô. Loài này được (Benth.) Leonard miêu tả khoa học đầu tiên năm 1941.